# Dâmbovița (rivier)

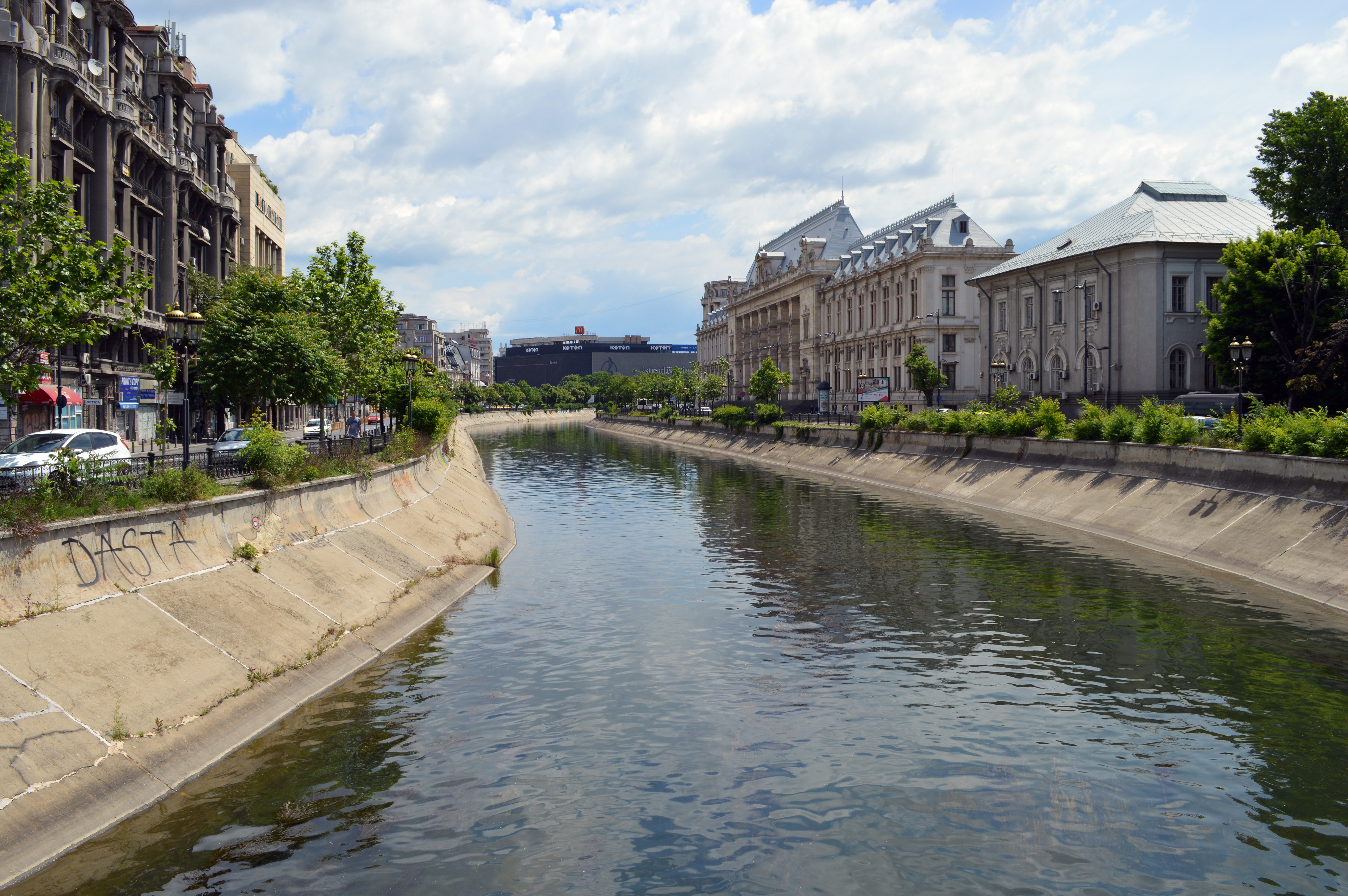
De Dâmboviţa in Boekarest

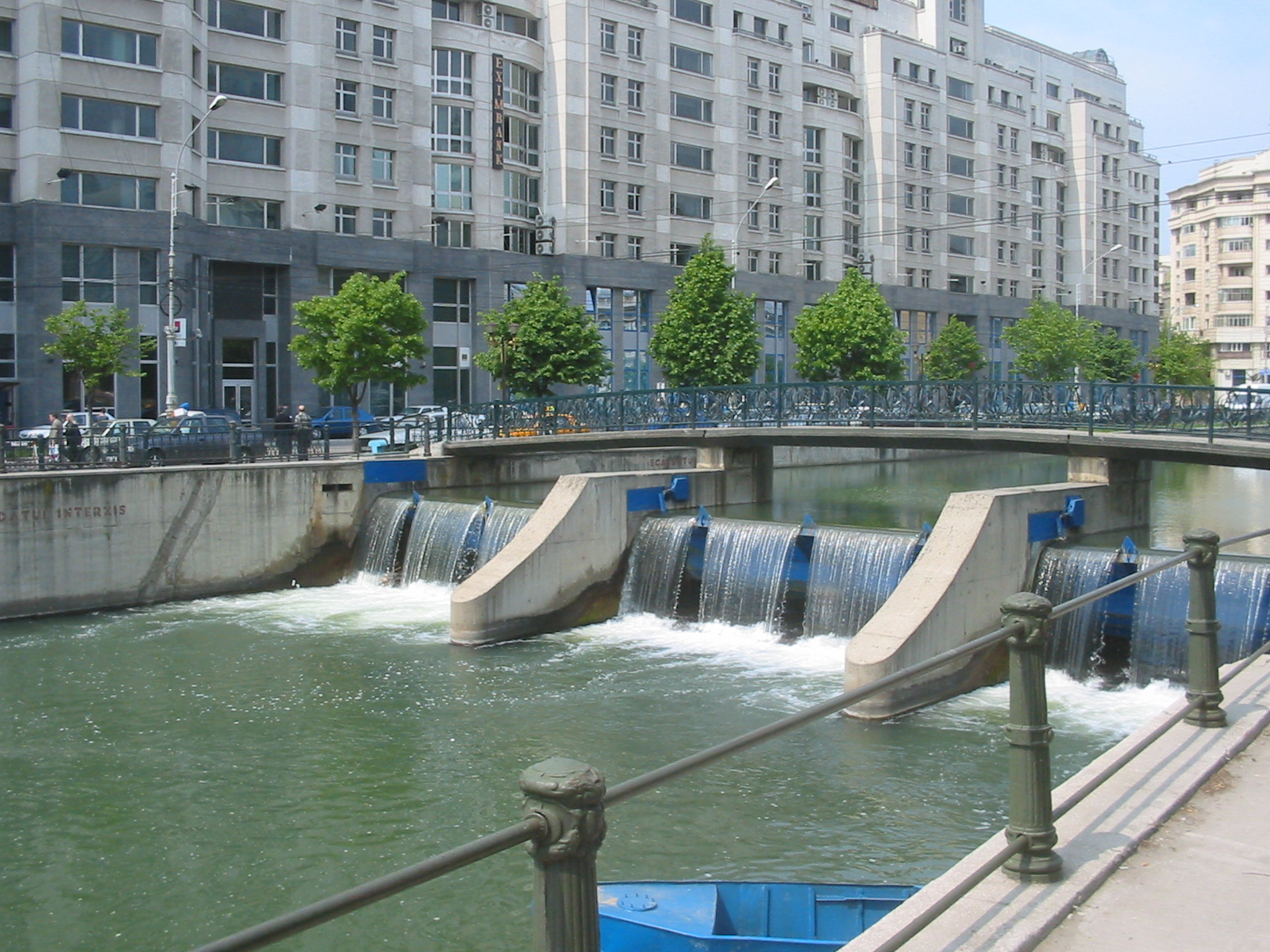
In Boekarest

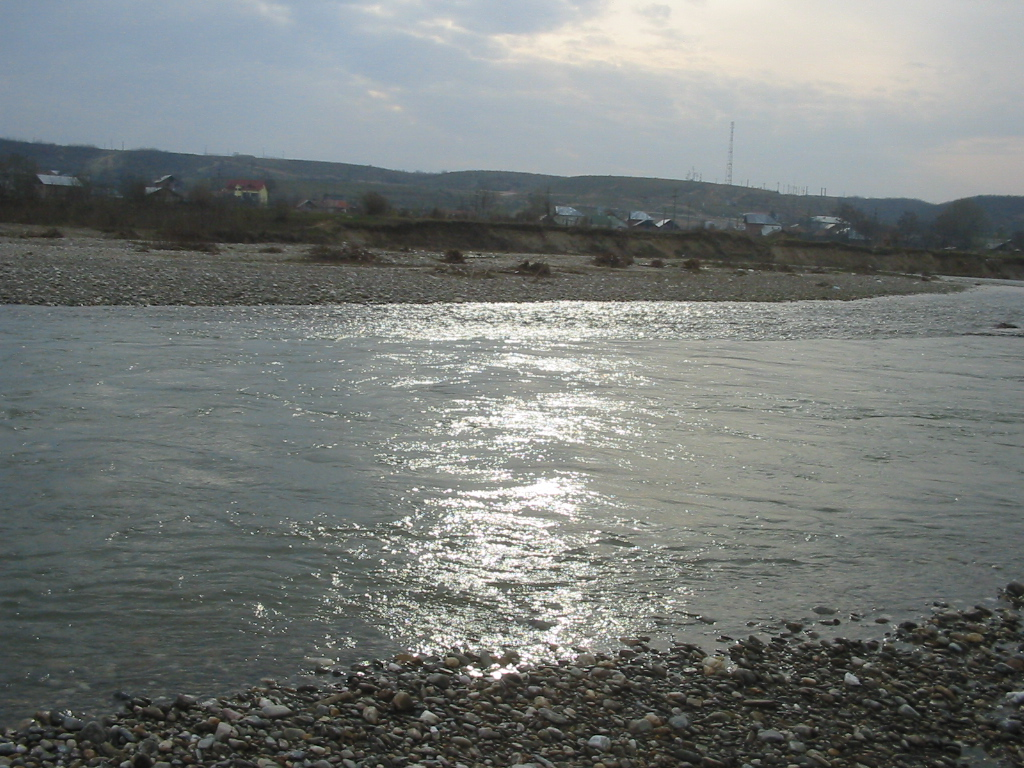
In Măneşti

De Dâmbovița is een 258 km lange rivier in de Roemeense historische regio Muntenië. De rivier ontspringt in het Făgărașgebergte en stroomt dwars door de Roemeense hoofdstad Boekarest. Na Boekarest komt de rivier samen met de rivier de Argeș, bij het dorpje Budești, vlak voordat deze uitmondt in de Donau. De rivier stroomt door de districten Argeș, Dâmbovița, Ilfov en Cǎlǎrași.

## Aan de Dâmbovița
Steden en grote dorpen (comune) die aan de Dâmbovița liggen.
- Dragoslavele
- Malu cu Flori
- Căndești
- Vulcana-Băi
- Vlănești
- Mănești
- Dragomirești
- Lucieni
- Nucet (Dâmbovița)
- Contești
- Lungulețu
- Boekarest
- Plătăresti
- Vasilați
- Budești

- Virtual International Authority File: 159508616